# Canal d’Entreroches

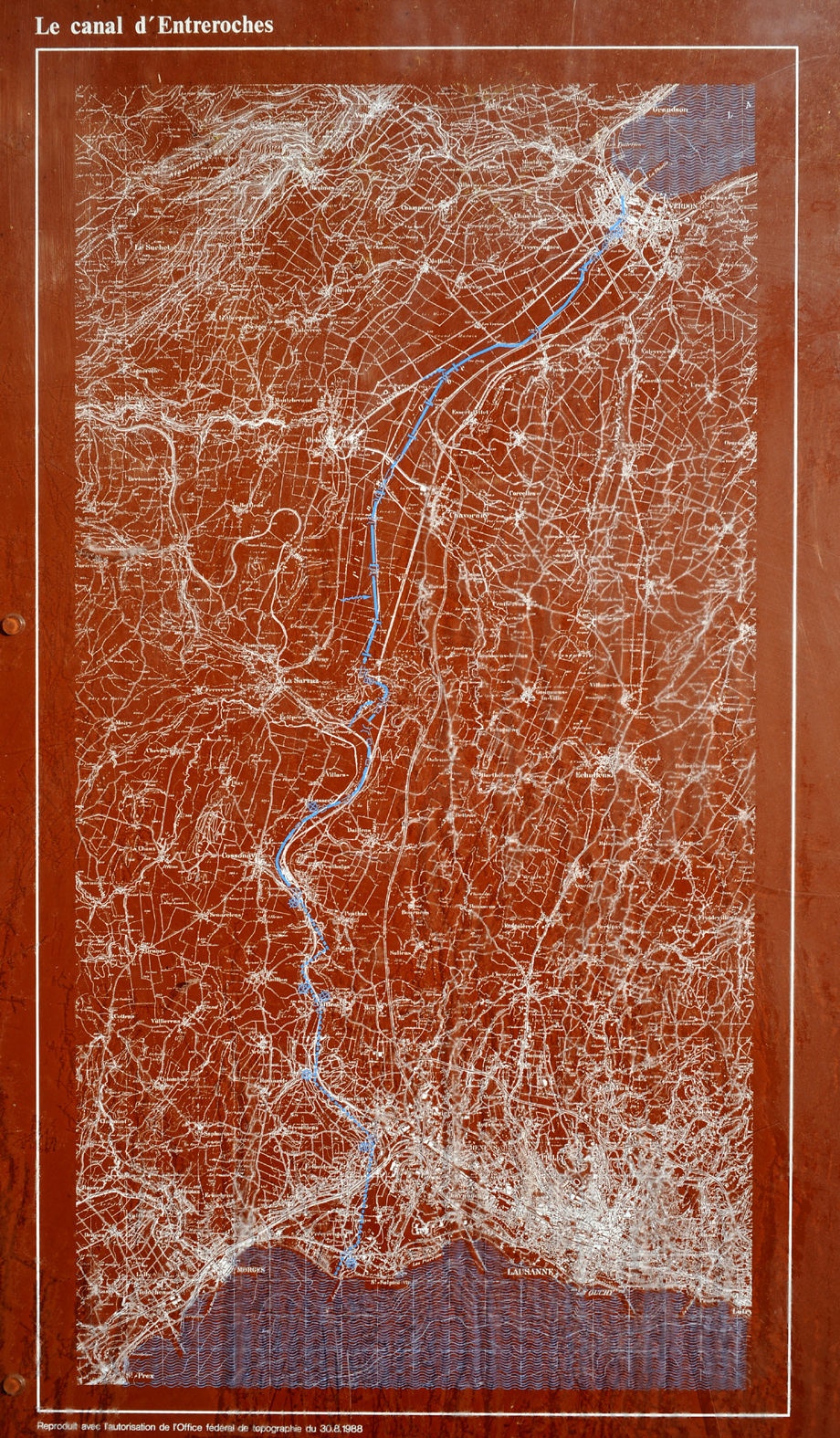
Kanal-Verlauf: Neuenburgersee (oben) und Genfersee (unten)

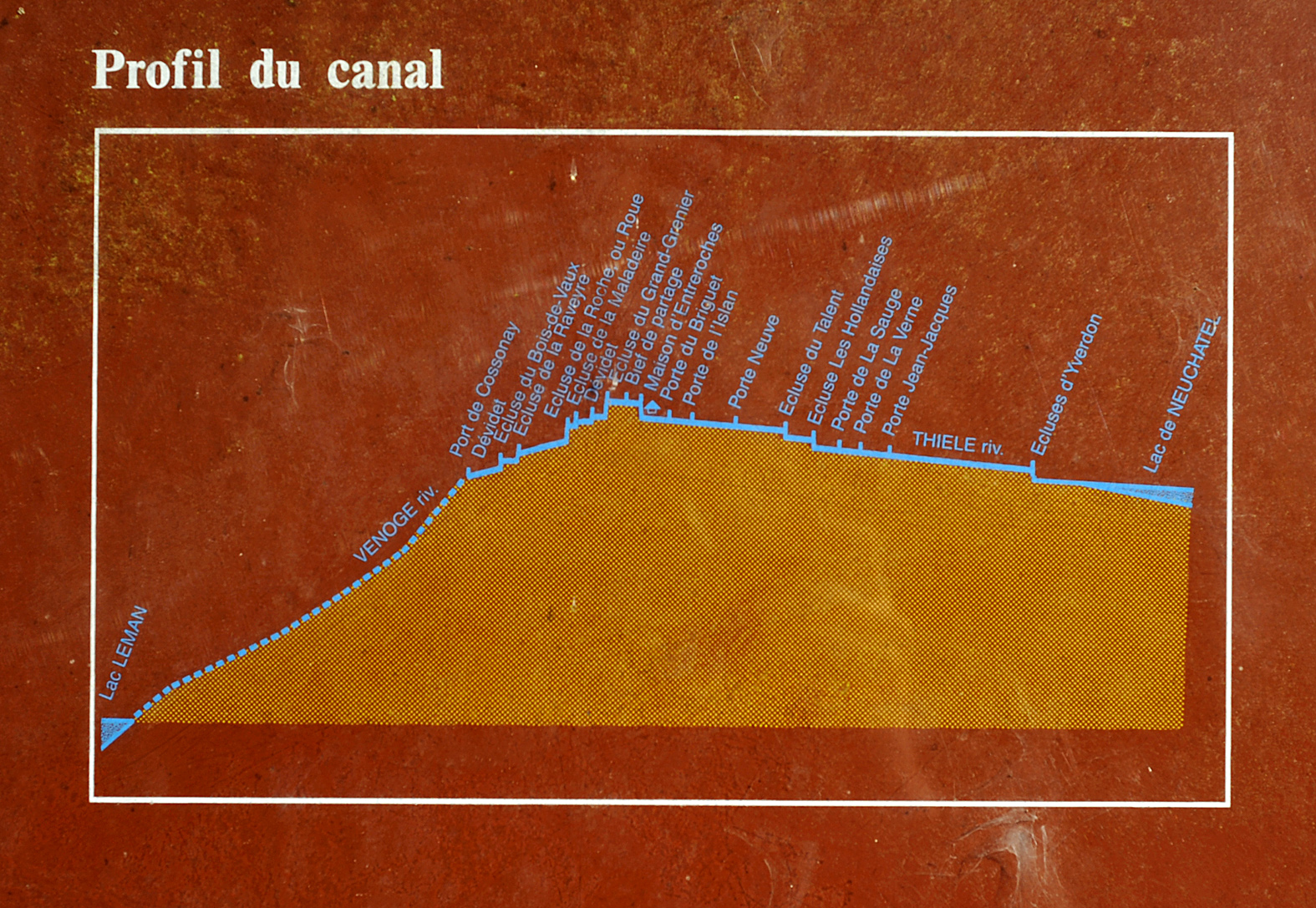
Kanal-Profil: Neuenburgersee (rechts) und Genfersee (links)

Als  Canal d’Entreroches (Entreroches = deutsch zwischen den Felsen) wird eine ehemalige schiffbare Verbindung zwischen Yverdon-les-Bains am  Neuenburgersee und dem etwa 11 km nördlich des Genfersees gelegenen Ort Cossonay bezeichnet. Er war der ausgeführte und höchstgelegene Teil eines im 17. Jahrhundert insgesamt  zwischen der Nordsee und dem Mittelmeer über den Rhein, durch die Schweiz (späterer Projekt-Name: Transhelvetischer Kanal) und über die Rhone geplanten Kanals.
Die Weiterführung des Canal d’Entreroches zum Genfersee kam aus Kostengründen für die grössere Zahl erforderlicher Schleusen auf dieser steilen Abstiegsstrecke nicht zustande. Somit hatte er auch innerhalb der Schweiz nur regionale Bedeutung.
Der Namensteil Entreroches bezieht sich auf die etwa 1 km lange Scheitelstrecke, die als tiefer Einschnitt durch einen Rücken des Berges Mormont gegraben wurde.

## Geschichte
Seit dem Dreissigjährigen Krieg entstanden verschiedene Pläne zur Erschliessung neuer Verkehrswege zu Wasser und zu Lande, um Warentransporte durch Feindesland zu vermeiden. In diesem Zusammenhang ist auch der Versuch zu sehen, das Einzugsgebiet des für den Handel so wichtigen Rheins weiter nach Süden auszudehnen. Insbesondere die reformierten Niederlande wollten damit die Zahl der Transporte auf dem gefährlichen Schiffsweg rund um das katholische Spanien, ihre frühere Besatzungsmacht, und durch die Strasse von Gibraltar in den Mittelmeerraum vermindern. Damit sollten Waren nach und von den damaligen Hauptmächten im Mittelmeer, Genua und Venedig, leichter transportiert werden können.
Der Bretone Elie Gouret begann 1638 mit dem Bau des Kanals. 1648 war die Wasserscheide Entreroches überwunden und die durch Cossonay zum Genfersee fliessende  Venoge  mit der in den Neuenburgersee fliessenden  Zihl verbunden. Die ersten Barken auf dem Kanal um 1652 stammten aus niederländischer Fertigung. Dennoch war das Ziel noch nicht erreicht, da die Venoge zwischen Cossonay und Morges am Genfersee über etwa zwölf Kilometer 59 Meter Gefälle hat, was damals 40 weitere Schleusen erfordert hätte. Die dafür nötigen Mittel konnten aber nicht aufgebracht werden. Die Waren mussten trotz des Canal d’Entreroches für dieses Stück auf der Strasse transportiert werden.
Der Verbindung kam in der Folge nicht mehr als regionale Bedeutung zu. Befahren wurde der Kanal mit flachen, 20 Meter langen und etwas mehr als drei Meter breiten Lastkähnen. Transportiert wurden darauf Salz, Getreide und vor allem Wein. Die Kähne wurden von Menschen oder mit Pferden getreidelt. 90 Prozent der Waren wurden in nördlicher Richtung transportiert. Ab Mitte des 18. Jahrhunderts war der Betrieb des Kanals nicht mehr rentabel. Die Betreiber mussten 1797 Konkurs anmelden. Nach dem Einsturz einer über den Kanal führenden Brücke wurde 1829 der Verkehr vollständig eingestellt. In der Zwischenzeit waren die Landstrassen ausgebaut und ab 1855 fuhr die Eisenbahn von Yverdon nach Lausanne durch einen Tunnel im Berg Mormont. Zu Beginn des 20. Jahrhunderts wurden Überlegungen angestellt, das Projekt mit einem 24 Meter breiten Kanal zu reaktivieren. In den Richtplänen wurde bis 2006 ein Perimeter freigehalten. Auch wurde die Autobahn A1, welche die Zihl überquert, genügend hoch gebaut.
Noch bestehende Spuren des Kanals gibt es vor allem im nördlichen Teil. Am Nordende der Scheitelhaltung  existiert das Schleusenhaus noch und ist bewohnt. Der nördliche Scheiteleinschnitt ist –  oft  wasserlos – noch erhalten.  Der südliche Teil ist aber mehrheitlich mit Aushubmaterial aus dem  Mormont-Tunnel wieder aufgeschüttet worden.  Der Tunnel kreuzt den Einschnitt und wird an dieser Stelle in zwei Teile geteilt. Am Südende des Einschnitts diente der Kanal ebenfalls als Deponie und ist aufgeschüttet. Bis zur  Venoge ist nicht mehr viel vom Kanal sichtbar. Im Rahmen der Juragewässerkorrektion wurde die Kanalführung im Norden zur besseren Entwässerung der Umgebung bis nach Bavois hinunter verändert. Weiter nördlich entspricht der heutige Kanal weitgehend dem historischen Verlauf.
Eine schiffbare Verbindung zwischen Rhein und Rhone wurde 1833 in Frankreich mit dem Canal du Rhône au Rhin verwirklicht, der bis heute besteht. Die Rhone unterhalb des Genfersees ist bis heute nicht schiffbar. Der Rhein ist nur bis kurz oberhalb von Basel, die in den Rhein mündende Aare nur zwischen Solothurn und dem Neuenburgersee schiffbar. Alle Ausbaupläne, sowohl des Rheins und der Aare als auch der Rhone sind heute aufgegeben.

## Chargé pour Soleure
Mit der Wasserstrasse verbindet sich auch der in der Westschweiz geläufige Begriff «Il est chargé pour Soleure» für starke Trunkenheit (sinngemäss «Er hat für Solothurn geladen»). Solothurn hatte als Sitz der französischen Botschafter (Ambassadoren) einen hohen Bedarf an Wein, der auf diesem Weg von den Weinanbaugebieten auf der Nordseite des Genfersees  nach Norden bis Solothurn befördert wurde. Da sich die Schiffer auf der Fahrt an der Ladung vergriffen, erreichten sie ihr Ziel nicht selten stark betrunken.

## Bilder

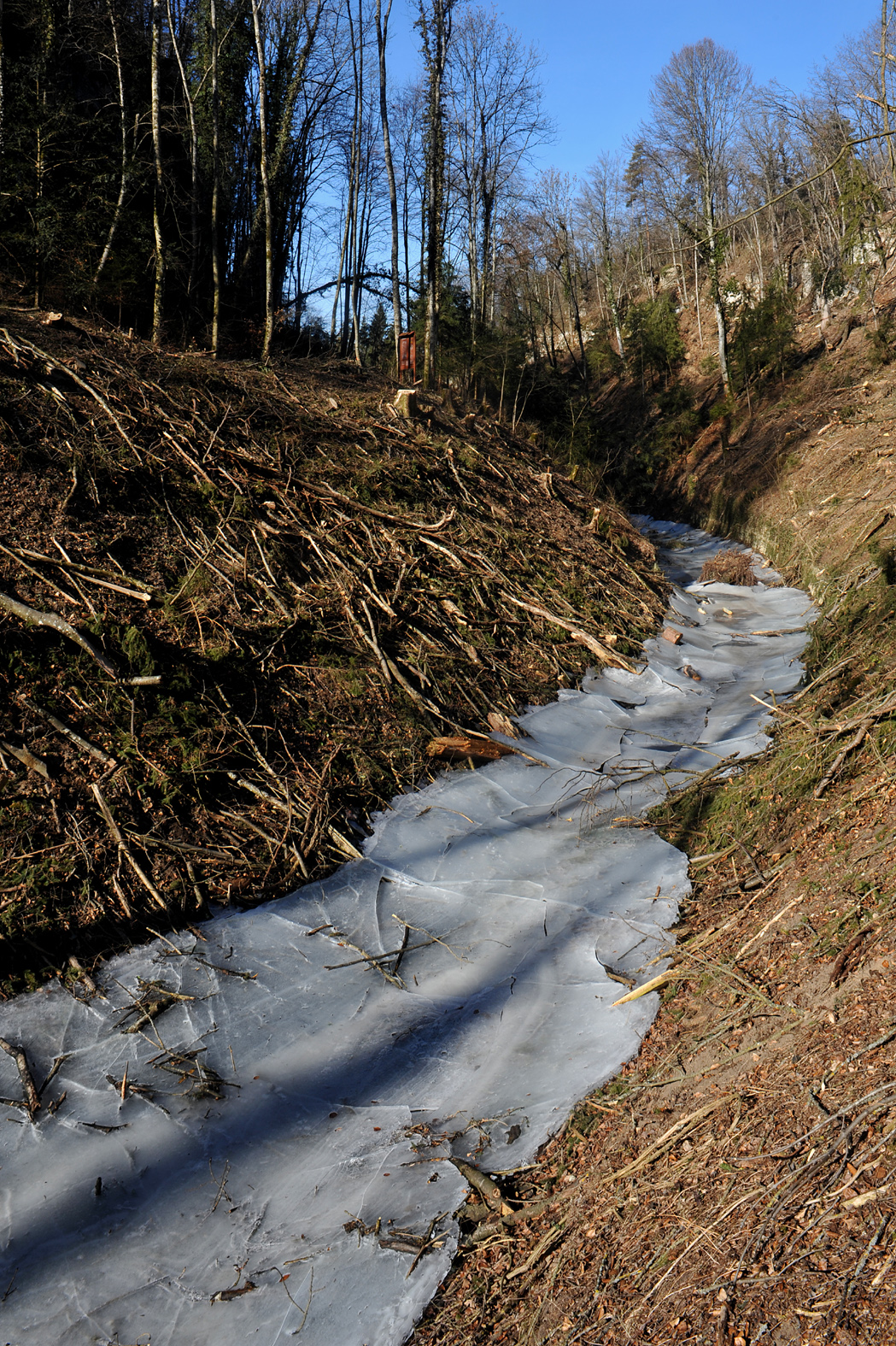
Scheiteleinschnitt des Canal d’Entreroches mit vereistem Restwasser
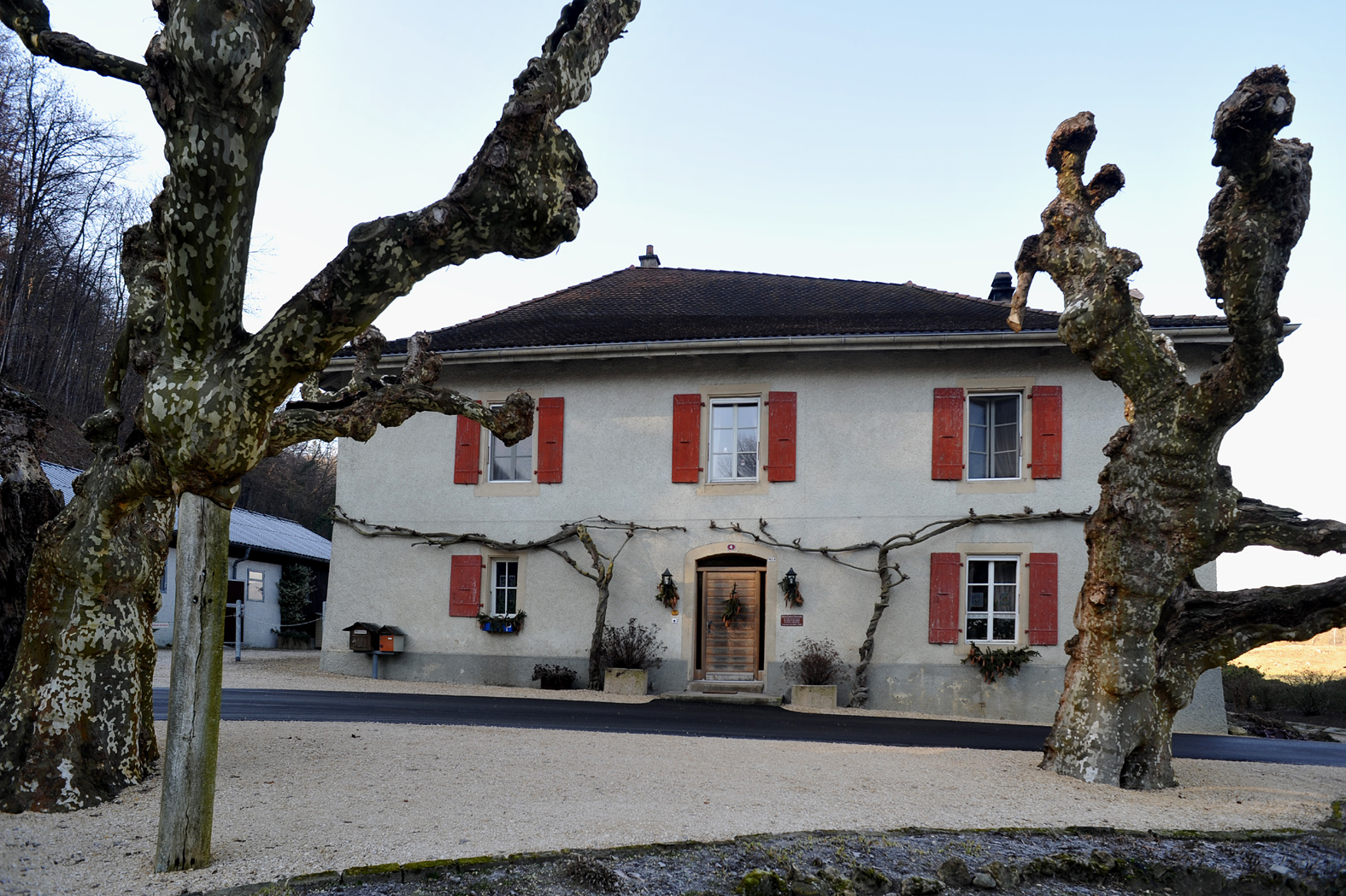
Das ehemalige Schleusenhaus am Nordende der Scheitelhaltung
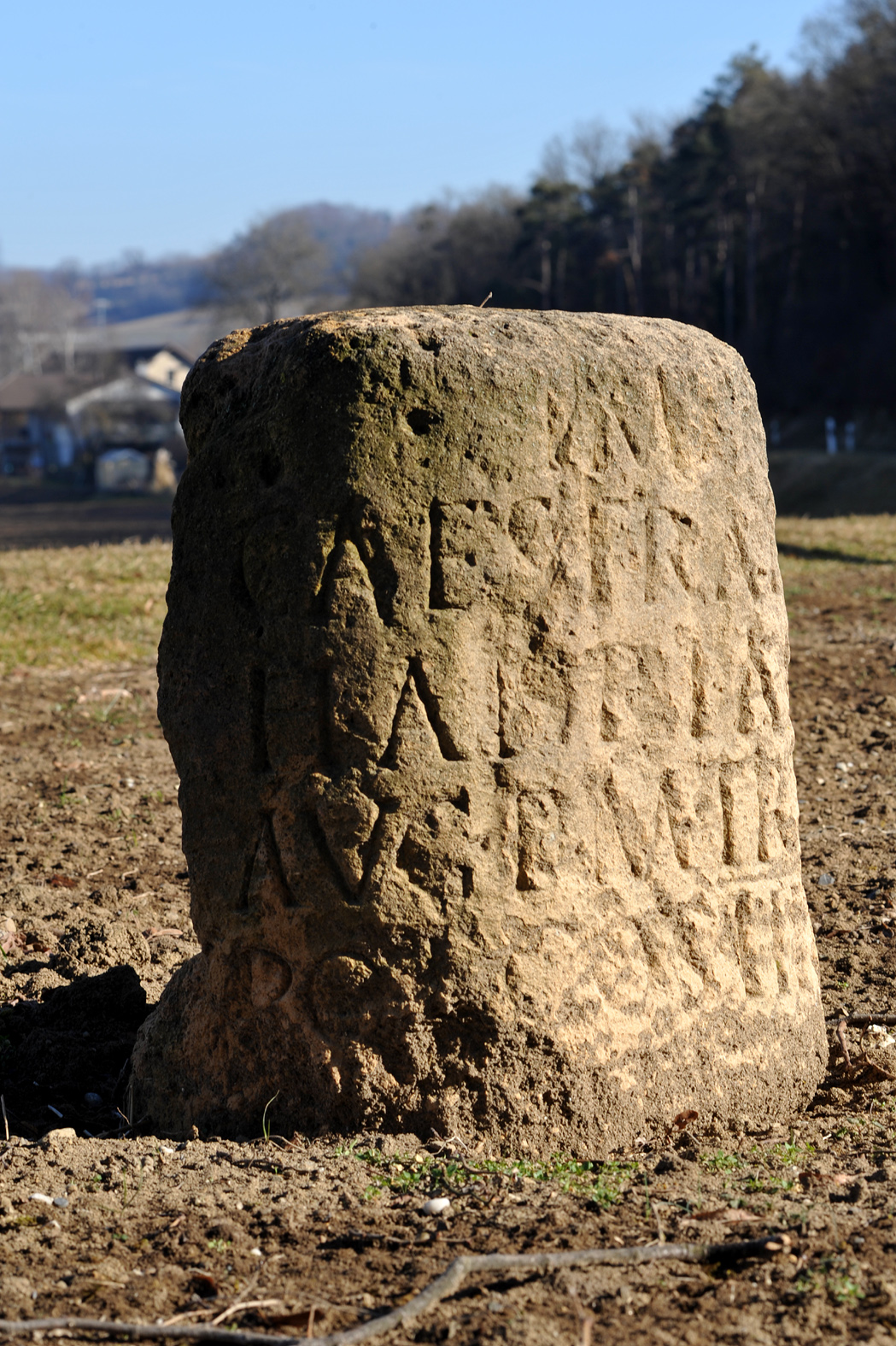
Ein römischer Meilenstein, der 1640 beim Kanalbau gefunden wurde
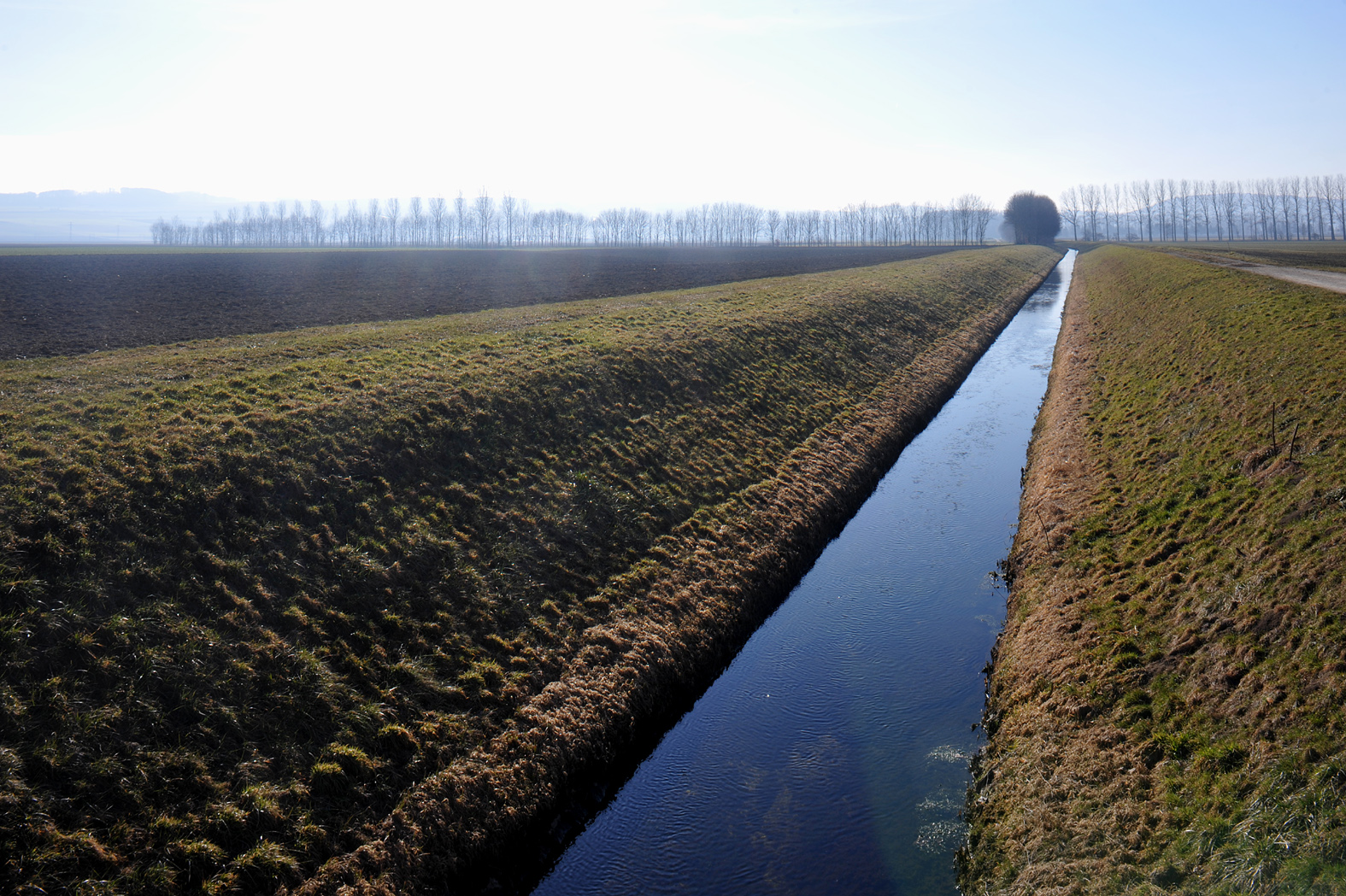
Canal d’Entreroches in der Ebene südlich des Neuenburgersees, Blick nach Norden